# هان سنغ-مين
هان سنغ-مين (هانغل: 한상민) هو لاعب كرة قدم كوري جنوبي في مركز الوسط، ولد في 10 مارس 1985 في كوريا الجنوبية. لعب مع أولسان هيونداي وسوون سامسونغ بلووينغز.

## وصلات خارجية
- هان سنغ-مين على موقع دوري كوريا الجنوبية (الإنجليزية)
- هان سنغ-مين على موقع قاعدة بيانات كرة القدم.إي يو (الإنجليزية)